# Un país en la mochila
Un país en la mochila es un programa de televisión, emitido por La 2 de Televisión Española entre el 14 de octubre de 1995 y el 24 de diciembre de 2000, conducido por José Antonio Labordeta.

## Formato
En cada programa el presentador recorría una zona rural de España para mostrar a los televidentes la realidad cotidiana de sus habitantes, tanto desde un punto de vista cultural, como económico y social, entrevistando y charlando con ellos. El espacio se acompaña por las propias reflexiones de Labordeta sobre los lugares visitados.

## Equipo del programa

### Presentación y narración
- José Antonio Labordeta

### Dirección
- Emiliano de Pedraza

### Guion
- José Antonio Labordeta
- Emiliano de Pedraza
- José Renovales

### Producción
- Mariano Sanz
- José Luis González Alonso

### Producción ejecutiva
- José Marín
- Jesús González

### Ayuda de producción
- Emilio Guzmán

### Ayuda de realización
- Miguel Porcel

### Operación de cámara
- Curro Torres
- Fernando de Andrés
- José Miguel Melcón
- Sebastián González Chacón
- Guillermo Martín de Inés

### Montaje VTR
- Juan Carlos Carrasco
- Pablo Diera

### Sonido en directo
- Juan Barco
- Jesús Navarro
- Víctor Jiménez García
- Mario Gómez

### Documentación
- Inmaculada Díaz

### Luminotecnia
- José Coroas

### Música en sintonía
- Jayme Marques

### Diseño gráfico
- José Ruiz

## Listado de episodios
| Temporada | Episodios | Estreno               | Clausura                |
| --------- | --------- | --------------------- | ----------------------- |
| Primera   | 17        | 14 de octubre de 1995 | 23 de diciembre de 1995 |
| Segunda   | 12        | 8 de octubre de 2000  | 24 de diciembre de 2000 |
| Total     | 29        | 1995                  | 2000                    |

### Primera temporada
Rodada en 1993.
| Número | Título                  | Localización                       | Fecha de emisión                |
| ------ | ----------------------- | ---------------------------------- | ------------------------------- |
| 1      | El Maestrazgo de Teruel | Teruel, Aragón                     | sábado 14 de octubre de 1995    |
| 2      | La Vera de Cáceres      | Cáceres, Extremadura               | domingo 15 de octubre de 1995   |
| 3      | De Panes a Potes        | Principado de Asturias y Cantabria | sábado 21 de octubre de 1995    |
| 4      | El Duratón              | Segovia, Castilla y León           | sábado 28 de octubre de 1995    |
| 5      | La Ruta del Mármol      | Almería, Andalucía                 | domingo 29 de octubre de 1995   |
| 6      | Sierra Norte de Madrid  | Comunidad de Madrid y Guadalajara  | sábado 4 de noviembre de 1995   |
| 7      | La Rioja                | La Rioja                           | domingo 5 de noviembre de 1995  |
| 8      | El Priorato             | Tarragona, Cataluña                | sábado 11 de noviembre de 1995  |
| 9      | El Valle del Roncal     | Comunidad Foral de Navarra         | sábado 18 de noviembre de 1995  |
| 10     | De la Tramuntana al Pla | Islas Baleares                     | domingo 19 de noviembre de 1995 |
| 11     | Campo de Calatrava      | Ciudad Real, Castilla-La Mancha    | sábado 25 de noviembre de 1995  |
| 12     | Sierras de Segura       | Jaén, Andalucía                    | domingo 26 de noviembre de 1995 |
| 13     | Al sur de Alicante      | Alicante, Comunidad Valenciana     | sábado 2 de diciembre de 1995   |
| 14     | El Reino de la Luz      | Región de Murcia                   | sábado 9 de diciembre de 1995   |
| 15     | Encartados              | Vizcaya, País Vasco                | sábado 16 de diciembre de 1995  |
| 16     | El Hierro               | Santa Cruz de Tenerife, Canarias   | domingo 17 de diciembre de 1995 |
| 17     | Lejos del mar           | Orense, Galicia                    | sábado 23 de diciembre de 1995  |

### Segunda temporada
Rodada en 1999.
| Número | Título                        | Localización                     | Fecha de emisión                |
| ------ | ----------------------------- | -------------------------------- | ------------------------------- |
| 18     | Sierra de Aracena             | Huelva, Andalucía                | domingo 8 de octubre de 2000    |
| 19     | Estar en Babia                | León, Castilla y León            | domingo 15 de octubre de 2000   |
| 20     | Valle de Ambroz               | Cáceres, Extremadura             | domingo 22 de octubre de 2000   |
| 21     | Menorca                       | Islas Baleares                   | domingo 29 de octubre de 2000   |
| 22     | Alto Tajo y Señorío de Molina | Guadalajara, Castilla-La Mancha  | domingo 5 de noviembre de 2000  |
| 23     | Baixo Miño                    | Pontevedra, Galicia              | domingo 12 de noviembre de 2000 |
| 24     | Aliste                        | Zamora, Castilla y León          | domingo 19 de noviembre de 2000 |
| 25     | El Moncayo                    | Zaragoza, Aragón                 | domingo 26 de noviembre de 2000 |
| 26     | Donde el Ebro se hace delta   | Tarragona, Cataluña              | domingo 3 de diciembre de 2000  |
| 27     | Valle de Andarax              | Almería, Andalucía               | domingo 10 de diciembre de 2000 |
| 28     | Por tierras de Cantabria      | Cantabria                        | domingo 17 de diciembre de 2000 |
| 29     | La Gomera                     | Santa Cruz de Tenerife, Canarias | domingo 24 de diciembre de 2000 |